# Liubîtiv, Kovel
Liubîtiv (în ucraineană Любитів) este localitatea de reședință a comunei Liubîtiv din raionul Kovel, regiunea Volînia, Ucraina.

## Demografie
Componența lingvistică a localității Liubîtiv
     Ucraineană (98,82%)
     Rusă (1,11%)
     Alte limbi (0,07%)
Conform recensământului din 2001, majoritatea populației localității Liubîtiv era vorbitoare de ucraineană (98,82%), existând în minoritate și vorbitori de rusă (1,11%).